# Satoshi Nakamoto
Satoshi Nakamoto (valor desconegut: valor desconegut)  (valor desconegut) és el pseudònim de l'inventor de Bitcoin. L'any 2008, Nakamoto va publicar un article en la llista de correu de criptografia www.metzdowd.com que descrivia un sistema P2P de diners digitals. El 2009, va llançar el programari Bitcoin, creant la xarxa del mateix nom i les primeres unitats de moneda, anomenades bitcoins.
Nakamoto va col·laborar amb altres programadors que s'hi van unir fins a mitjan 2010. Aleshores, lliurà el control del repositori de codi font i la clau d'alerta de la xarxa a Gavin Andresen, va transferir els dominis relacionats a membres destacats de la comunitat Bitcoin, i abandonà el projecte.
El registre de transaccions mostra que les adreces conegudes de Nakamoto contenen aproximadament un milió de bitcoins.

## Identitat
En el seu perfil de la Fundació P2P, Nakamoto va afirmar ser un home de 37 anys resident a el Japó, però alguns van especular que era poc probable que el seu origen fos japonès a causa del seu perfecte ús de l'anglès i pel fet que el programari Bitcoin no està ni documentat ni etiquetat en japonès.
L'investigador de seguretat Dan Kaminsky que va analitzar el codi de Bitcoin, va indicar que Nakamoto podria ser un «geni» o bé tractar-se d'un «grup de persones». Laszlo Hanyecz, antic desenvolupador del nucli de Bitcoin i que va mantenir contacte per email amb Nakamoto, considerava que el codi estava massa ben desenvolupat com per tractar-se d'una única persona.
L'ús ocasional d'ortografia i terminologia característiques de l'anglès britànic en els comentaris del codi font i en missatges en fòrums permeten especular que Nakamoto, o almenys un dels membres del grup que es fa anomenar així, és originari d'algun país de la Commonwealth.
Stefan Thomas, programador suís i membre actiu de la comunitat, va analitzar les hores de cadascun dels seus missatges publicats en el fòrum Bitcoin (més de 500); el gràfic resultant mostra un descens pronunciat entre les 5 am i les 11 am del meridià de Greenwich. A causa que aquest patró es va mantenir fins i tot els dissabtes i els diumenges, es va suggerir que Nakamoto es trobava dormint durant aquesta part de la jornada. Si Nakamoto es tractés d'un únic individu amb hàbits de son convencionals, caldria suposar que pogués residir en una regió dins de la zona horària UTC-5 o UTC-6. Això inclouria regions d'Amèrica del Nord que es troben dins de l'horari de l'est d'Amèrica del Nord i l'horari estàndard del centre, així com parts d'Amèrica Central, el Carib i Amèrica del Sud.

### Recerca sobre persones reals
A continuació es presenten els resultats d'alguns intents per identificar la seva identitat:
- En un article de 2011 en The New Yorker, Joshua Davis va afirmar haver acotat la identitat de Nakamoto a una sèrie de possibles individus, incloent-hi el sociòleg econòmic finlandès Dr. Vili Lehdonvirta i l'estudiant irlandès Michael Clear, llavors un estudiant graduat de criptografia en el Trinity College de Dublín.[12] Clear i Lehdonvirta van negar rotundament ser Nakamoto.[13]

- A l'octubre de 2011, el periodista de recerca Adam Penenberg va posar en relleu l'existència d'indicis que suggereixen que Neal Rei, Vladimir Oksman i Charles Bry podrien ser Nakamoto.[14] Tots ells van presentar conjuntament en 2008 una sol·licitud de patent amb la frase «computacionalment impossible de revertir», que també es va utilitzar en el llibre blanc de Bitcoin publicat per Nakamoto.[15] Tres dies després de la presentació de la patent es va registrar el domini bitcoin.org. Els tres homes van negar ser Nakamoto quan van ser contactats per Penenberg.[14]

- Al maig de 2013, Ted Nelson va especular que Nakamoto és realment el matemàtic japonès Shinichi Mochizuki.[16] Més tard, es va publicar un article en el diari The Age que declarava que Mochizuki negava aquestes afirmacions, encara que no s'indicava la font d'aquest desmentiment.[17]

- La revista Vice apuntava a Gavin Andresen, Jed McCaleb o a una agència del govern com a possibles candidats a ser Nakamoto.[18] D'altra banda, Dustin D. Trammell, un investigador de seguretat informàtica de Texas, també va negar públicament ser Nakamoto.[19]

- En 2013, els matemàtics israelians Adi Shamir i Dorit Ron, van apuntar a l'existència d'un vincle entre Nakamoto i Ross William Ulbricht.[20] Els dos van basar les seves sospites en una anàlisi de la xarxa de transaccions Bitcoin, però més tard es van retractar de la seva afirmació.[21]

#### Nick Szabo
Al desembre de 2013, un blogger anomenat Skye Gris vinculava a Nick Szabo amb el llibre blanc del bitcoin utilitzant anàlisi lingüística. Szabo és un entusiasta de la moneda descentralitzada i va publicar un document sobre «bit gold», que es considera un precursor de Bitcoin. També se sap que utilitzava pseudònims durant la dècada de 1990. En un article de maig de 2011, Szabo va declarar sobre el creador Bitcoin: «Jo mateix, Wei Dai i Hal Finney érem les úniques persones que conec als quals els agrada prou la idea com per treballar-hi de forma significativa fins a l'arribada de Nakamoto (suposant que Nakamoto no és realment Finney o Dai)». En el seu llibre, Bitcoin: El futur dels diners?, i en The Keiser Report, l'autor i periodista de recerca Dominic Frisby també afirma que ell està bastant segur que Nick Szabo és Satoshi Nakamoto. Va comentar a The Keiser Report: «He arribat a la conclusió que només hi ha una persona a tot el món que té no solament l'enorme aptitud, sinó també l'especificitat del coneixement, i és aquest noi».

#### Dorian Nakamoto
L'especulació més coneguda fins avui es va produir el 6 de març 2014. En un article a la revista Newsweek, la periodista Leah McGrath Goodman va identificar a Dorian Prentice Satoshi Nakamoto, un home japonès-americà que viu a Califòrnia i el nom del qual de naixement és Satoshi Nakamoto. A més del seu nom, Goodman va assenyalar una sèrie d'indicis que suggerien que es tractava de l'inventor de Bitcoin. Amb coneixements de física, Nakamoto va treballar com a enginyer de sistemes en projectes confidencials de defensa i com a enginyer informàtic per a empreses de tecnologia i informació financera. Segons la seva filla, Nakamoto va ser acomiadat dues vegades en la dècada de 1990 i es va convertir en llibertari, animant-lo a emprendre el seu propi negoci i a «no estar sota el polze del govern.» L'evidència més rellevant de l'article provenia de la revelació que Nakamoto semblava confirmar la seva identitat com el fundador Bitcoin durant una breu entrevista amb Goodman, dient: «Ja no estic involucrat en això i no puc discutir-ho. S'ha lliurat a altres persones. Ells s'encarreguen d'això ara. Ja no tinc cap connexió». (Els auxiliars en el Departament del Xèrif del Comtat de Los Angeles que van estar allí presents, van confirmar aquesta cita).
La publicació de l'article va donar lloc a una onada d'interès dels mitjans, incloent-hi periodistes acampant prop de la casa de Dorian Nakamoto i la posterior persecució amb cotxe quan es dirigia a una entrevista. No obstant això, durant aquella detallada entrevista, Dorian Nakamoto va negar tota connexió amb Bitcoin, dient que mai havia sentit parlar de la moneda abans, i que havia mal interpretat la pregunta de Goodman creient que es referia al seu treball anterior per a contractistes militars, molts dels quals eren de caràcter reservat. Més tard aquest mateix dia, el compte pseudònim de Nakamoto en la Fundació P2P publicava el seu primer missatge en cinc anys, afirmant: «No sóc Dorian Nakamoto».

#### Hal Finney
Hal Finney (4 maig 1956-28 agost 2014) va ser un pioner criptogràfic pre-Bitcoin i la primera persona (a part del mateix Satoshi) a utilitzar el programari, reportar informes d'errors i desenvolupar millores. També va viure a poques illes de la casa familiar de Dorian Nakamoto, segons el periodista de Forbes Andy Greenberg. Greenberg va sol·licitar la comparació de dues mostres d'escriptura de Finney i Satoshi Nakamoto a la consultora d'anàlisi d'escriptura Juola&Associates. Es va arribar a la conclusió que es tractava de la semblança més propera obtingut fins llavors, superant als candidats suggerits per Newsweek, Fast Company, The New Yorker, Ted Nelson i Skye Grey. Greenberg va teoritzar que Finney va poder haver estat un escriptor fantasma com a representant de Nakamoto, o que simplement va usar la identitat del seu veí Dorian com una distracció per ocultar accions a la xarxa. No obstant això, després de reunir-se amb Finney, i revisar els correus electrònics entre ell i Satoshi, l'historial de la seva cartera Bitcoin des de la primera transacció de Satoshi a ell, i escoltar la seva negació, Greenberg va concloure que Finney estava dient la veritat. Juola & Associates també va determinar que els correus electrònics de Satoshi a Finney s'assemblaven més als altres escrits de Satoshi que als propis de Finney. El seu company Robin Hanson va assignar una probabilitat subjectiva d'«almenys» el 15% que «Hal estava més involucrat» del que deia, encara que després es van trobar evidències addicionals que suggerien que no era cert.